# Pfeiffer János

Pfeiffer János (Sopron, 1897. február 14. – 1983. január 9.) római katolikus pap, nagyprépost, a magyarországi egyháztörténet-írás kiemelkedő alakja.

## Életrajza
„Pfeiffer János nagyprépost, gyémántmisés áldozópap 1897. február 14-én született Sopronban. Filozófiai, teológiai és egyházjogi tanulmányait Innsbruckban és a római Gergelyről elnevezett egyetemen végezte, ahol a legmagasabb tudományos fokozatokat érte el. Pappászentelése is az Örök Városban történt 1922. október 29-én. Tanulmányai befejeztével rövid babócsai lelkipásztori szolgálat után 1924-ben főpásztorának, Rott Nándor püspök úrnak óhajára az egyházmegye központjába, Veszprémbe került, s itt a legkülönbözőbb beosztásokban és megbízatásokban kamatoztatta tudását szinte élete végéig, mint püspöki levéltáros, szentszéki jegyző, bíró és kötelékvédő, közben mint az Egyházművészeti Bizottság előadója, titkára, az Actio Catholica egyházmegyei titkára, tanfelügyelő, teológiai tanár, zsinati vizsgáztató s később mint az Egyházmegyei Liturgikus Bizottság elnöke. Munkásságának elismeréséül kapta a pápai kamarási, majd a kaposfői préposti címet s lett a Veszprémi Székeskáptalan tagja s legutóbb e testület legfőbb tisztségviselője, nagyprépostja.” (Részlet a gyászjelentésből)

## Munkássága
Pfeiffer János személyében a magyarországi egyháztörténet-írás kiemelkedő alakját is tiszteljük. 1923 és 1930 között fiatal levéltárosként végzett munkájáról Lukcsics Pál elismerően nyilatkozott, az 1933-ban általa megindított s szerkesztett A veszprémi egyházmegye múltjából c. kiadványsorozat pedig alapvető szakirodalommá vált a térséget kutató történészek számára. 1942-ben Signum Laudis kitüntetést kapott. Főművét, a veszprémi egyházmegye papságának több mint három évszázadot felölelő életrajzi adattárát Szendi József püspök (majd érsek) és Adriányi Gábor professzor támogatásával csak posztumusz kiadásban sikerült Münchenben 1987-ben megjelentetni.
- Pfeiffer János: A veszprémi egyházmegye történeti névtára (1630–1950), München, 1987 (Dissertationes Hungariae ex historia ecclesiae, 8).
- Lukcsics Pál – Pfeiffer János: A veszprémi püspöki vár a katolikus restauráció korában, Veszprém, 1933.
- Pfeiffer János: A nagykanizsai világi plébánia szervezésének története, REAL-EOD
- Pfeiffer János: A veszprémi káptalan újkori statútumai (1667–1780), Veszprém, 1943. REAL-EOD
- Pfeiffer János: A veszprémi egyházmegye legrégibb egyházlátogatásai (1554–1760), Veszprém, 1947. REAL-EOD
- Takács J. Ince OFM – Pfeiffer János: Szent Ferenc fiai a veszprémi egyházmegyében a 17.–18. században, I-II, szerk. Kapiller Imre, összeáll. Mezei Zsolt, Pápa–Zalaegerszeg, 2001. (Eredetileg A Veszprémi Egyházmegye múltjából sorozat 14. kötete lett volna 1949-ben)

## Külső hivatkozások
- B. Virághalmy Lea – Csonka László: Dr. Pfeiffer János nagyprépost hagyatéka In: Egyház és művelődés Budapest, 1997.
- Pfeiffer János: A Veszprémi Egyházmegye Történeti Névtára 1630-1950 püspökei, kanonokjai, papjai München, 1987.[halott link]
- Solymosi László: Pfeiffer János – Szigeti Kilián: A veszprémi székesegyház zenéjének története In: Magyar Könyvszemle Budapest, 1987/2.
- Viczián János: Pfeiffer János In: Katolikus lexikon Budapest, 2004.